# Ala Nemerenco
Ala Nemerenco (ur. 21 sierpnia 1959 w Soloneț) – mołdawska lekarka i polityk. Minister zdrowia w rządzie Natalii Gavrilițy od 6 sierpnia 2021. Od 8 czerwca 2019 do 14 listopada 2019 pełniła funkcję ministra zdrowia, pracy i polityki społecznej w rządzie premier Mai Sandu. Następnie na stanowisku zastąpiła ją Viorica Dumbrăveanu.